# NGC 4968
NGC 4968 је спирална галаксија у сазвежђу Хидра која се налази на NGC листи објеката дубоког неба.
Деклинација објекта је - 23° 40' 37" а ректасцензија 13h 7m 6,0s. Привидна величина (магнитуда) објекта NGC 4968 износи 12,8 а фотографска магнитуда 13,8. NGC 4968 је још познат и под ознакама ESO 508-6, MCG -4-31-30, IRAS 13044-2324, PGC 45426.